# Międzynarodowa Federacja Narciarstwa Wodnego i Wakeboardu
Międzynarodowa Federacja Narciarstwa Wodnego i Wakeboardu (ang. International Waterski & Wakeboard Federation, skrót IWWF) – międzynarodowa organizacja pozarządowa, zrzeszająca 91 narodowych federacji narciarstwa wodnego i wakeboardingu.

## Historia
Federacja została założona w 1946 roku w Genewie.

## Członkostwo
- ARISF
- GAISF
- IWGA

## Mistrzostwa świata
- Mistrzostwa świata w narciarstwie wodnym (od 1949 roku).
- Masters Water Ski Tournament (od 1959 roku).
- U.S. National Water Ski Championships (od 1939 roku).